# 威县
威县在河北省南部，是邢台市下辖的一个县。县人民政府驻洺州镇。

## 历史
威县历史悠久，西汉后期，汉平帝封宗亲刘如意为广宗王，置广宗国（治所在今县城东8公里方家营），威县地属之；隋初置经城县，后分置府城县属贝州（今清河縣）；601年，因避太子杨广名讳，改广宗县为宗城县；元太宗六年（1234年）宗城县并入洺水县，仍属洺州；1247年，洺水县遥隶邢洺路威州（州治在今井陉县）；明洪武二年（1369年）四月，威州降为县，始称威县，属广平府。

## 人口
截至2022年10月，威縣户籍總人口64.81萬人。共有回族、蒙古族、藏族、苗族、彝族、壯族、布依族、朝鮮族、滿族、侗族、白族、土家族、傣族、維吾爾族、獨龍族15個少數民族。

## 行政区划
威县下辖11个镇、5个乡：
洺州镇、梨园屯镇、章台镇、侯贯镇、七级镇、贺营镇、方家营镇、常庄镇、第什营镇、贺钊镇、赵村镇、固献镇、枣园乡、张家营乡、常屯乡和高公庄乡。

## 交通
- 106国道、 340国道过境。